# ناحیه شمال غربی (بوتسوانا)
ناحیه شمال غربی (به لاتین: North-West District) یک ناحیه در بوتسوانا است که در بوتسوانا واقع شده‌است. ناحیه شمال غربی ۱۲۹٬۹۳۰ کیلومتر مربع مساحت و ۱۴۲٬۹۷۰ نفر جمعیت دارد.